# Şehzade Mehmed Abdülkadir

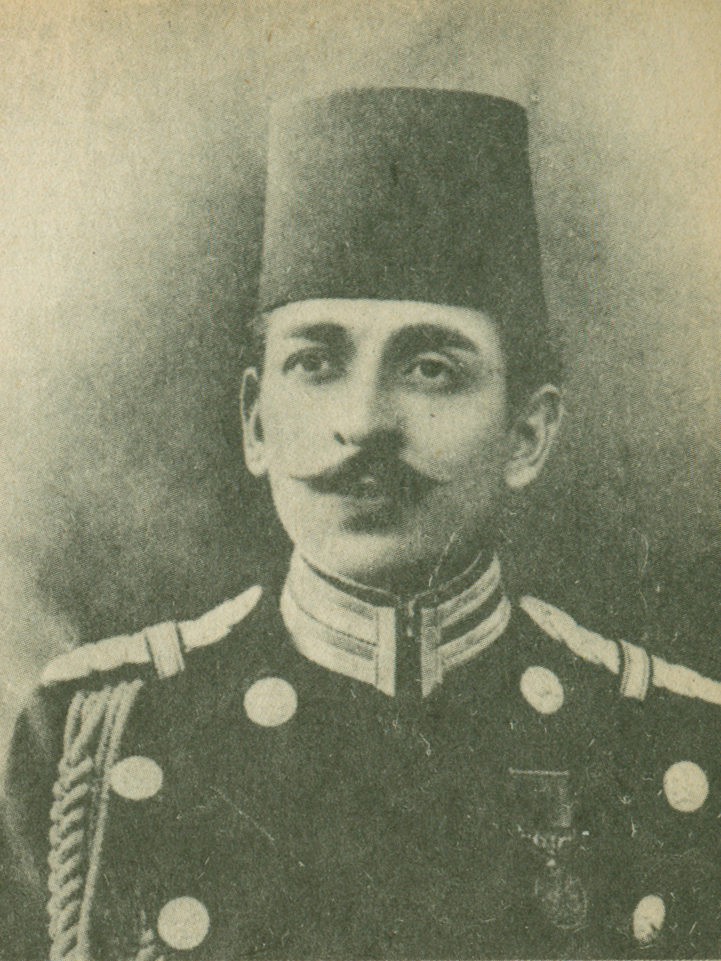
Şehzade Mehmed Abdülkadir

Şehzade Mehmed Abdülkadir, ab 1934 Mehmed Abdülkadir Osmanoğlu, (* 16. Januar 1878 in Istanbul; † 16. März 1944 in Sofia) war ein osmanischer Prinz (Şehzade) und Sohn von Sultan Abdülhamid II. und dessen Gemahlin Bidar Kadın.

## Leben
Şehzade Mehmed Abdülkadir wurde 1878 im Yıldız-Palast in Istanbul geboren als Sohn des osmanischen Sultans Abdülhamid II. und dessen Gemahlin Bidar Kadın, einer Tochter des Talhosten-Prinzen Ibrahim Bey und der Prinzessin Şahika İffet Hanım aus der georgischen Adelsfamilie Lortkipanidze. Er war der zweite Sohn und das fünfte Kind seines Vaters und das zweite Kind der Mutter. Seine Schwester Naime Sultan war zwei Jahre älter als er.
Seine frühe Ausbildung absolvierte der Prinz gemeinsam mit dem älteren Halbbruder Şehzade Mehmed Selim und dem zweiten Sohn von Sultan Abdülaziz, dem späteren Sultan Abdülmecid II. in der Prinzenschule des Yıldız-Palasts. Sein Lehrer war Halil Agha. Er sprach mehrere Sprachen, spielte Violine, Klavier und Kemençe.
Nach der Beendigung der Prinzenschule wurde er nach Deutschland geschickt, wo er seine militärische Ausbildung erhielt. Anschließend wurde er Brigadier in der osmanischen Armee. Am 27. April 1909 wurde Abdülhamid als Sultan entthront und in das Exil nach Thessaloniki verbannt. Abdülkadir blieb in Istanbul. Nachdem Thessaloniki 1912 von den Griechen erobert worden war, kehrte Abdülhamid nach Istanbul zurück und lebte im Beylerbeyi-Palast, wo er 1918 starb. Abdülkadir lebte zwischen 1909 und 1924 im Kızıltoprak-Palast und im Büyükdere-Palast.
Als Abdülkadir erwachsen wurde, wollte der Vater eine Ehe mit Emine Sultan arrangieren, einer Tochter von Abdülaziz und Nesrin Kadın. Emine lehnte die Verbindung jedoch ab, da sie keinen Mann heiraten wollte, der jünger war als sie selbst. Abdülkadirs erste Frau wurde Mislimelek Hanım, die 1883 als Pakize Marshania geboren wurde und als Tochter des aus Abchasien stammenden Prinzen Abdülkadir Hasan Bey Marschania (1862–1917) und der Abchasin Mevlüde Hanım İnalipa (1862–1937). Im Jahr 1890 kam sie als Spielgefährtin für ihre Cousine Nemika Sultan an den osmanischen Hof. Das Paar heiratete am 10. Juni 1898 und bekam bald den Sohn Şehzade Ahmed Orhan, der 1901 verstarb. Als die osmanische Sultansfamilie nach Gründung der Republik Türkei 1924 in das Exil flüchten musste, ging Mislimelek in das Königreich Ungarn, dann 1933 nach Bulgarien und später nach Albanien, wo sie 1944/45 in einem Konzentrationslager der Nationalsozialisten interniert war. Nach dem Ende des Zweiten Weltkrieges zog sie nach Beirut. Sie starb schließlich 1955 in Tripolis.
Abdülkadirs zweite Frau war Suhendan Hanım, die abchasische Wurzeln hatte und aus Tokat stammte. Das Paar blieb kinderlos und ließ sich nach einigen Jahren scheiden. Abdülkadirs dritte Frau war Mihriban Hanım, die ebenfalls abchasischer Abstammung war und aus Adapazarı stammte. Das Paar bekam 1909 den Sohn Șehzade Mehmed Orhan. Nach der Scheidung im Jahr 1913 zog Mihriban Hanım zu ihrem Bruder und starb schließlich 1955 oder 1956 in Ägypten.
Im Jahr 1913 heiratete Abdülkadir erneut. Macide Hanım war die Tochter von Oberst Mustafa Şerif Bey. Das Parlament des Osmanischen Reiches verweigerte der Ehe zwar aufgrund der sozialen Herkunft der Frau die nötige Zustimmung, doch der Prinz setzte sich über die Entscheidung hinweg. In der Folge wurden Abdülkadir und Macide ihres Status beraubt. Abdülkadirs Apanage wurde halbiert und den aus dieser Ehe geborenen Kindern wurden Titel und Erbschaft entzogen. Das Paar bekam zwei Söhne: Şehzade Ertuğrul Necib wurde 1914 geboren, Şehzade Alaeddin Kadir im Jahr 1917. Im Exil der kaiserlichen Familie nach 1924 ging Macide nach Ungarn, wo sich das Ehepaar bald darauf scheiden ließ. Macide Hanım starb 1934 in Wien.
Abdülkadirs fünfte und letzte frau war Meziyet Fatma Hanım, die 1908 auf Kreta als Tochter eines omanischen Oberst geboren worden war. Im Jahr 1922 verliebte sich Abdülkadir und das Paar heiratete noch im selben Jahr in Kadıköy unter Imam Süleyman Efendi. Da der Prinz in diesem Fall aber gar nicht erst um die Zustimmung des Parlaments gebeten hatte, wurde auch dieser Heirat die Zustimmung des Parlaments verweigert. Auch Meziyet und die gemeinsamen Kinder erhielten nicht den Status als Mitglieder der osmanischen Dynastie. Meziyet bekam 1924 Bidar Sultan und 1925 Neslişah Sultan. Gemäß dem Nachnamengesetz der Türkei nahm sie wie Abdülkadir den Nachnamen Osmanoğlu an. Meziyet Fatma Hanım starb am 13. November 1989 und wurde auf dem Friedhof Karacaahmet in Istanbul bestattet.
Als die Mitglieder der osmanischen Sultansdynastie nach Ausrufung der Republik durch Mustafa Kemal Atatürk ins Exil gehen mussten, wanderten Abdülkadir und seine Familie 1924 nach Budapest aus. Am 14. Januar 1925 erteilte er mit seinen Geschwistern dem Anwalt Sami Günzberg eine Vollmacht und ermächtigte ihn zur Klage gegen die Türkei auf Herausgabe des Grundbesitzes, der Minen und Konzessionen von Abdülhamid auf türkischem und ehemals osmanischem Gebiet, scheiterte jedoch weitgehend. Der Anwalt verkaufte Mobiliar und Villa in Feneryolu an die ehemalige Khediva Ikbal Hanım, schickte dem Prinzen jedoch kein Geld. Günzberg übertrug auch Abdülkadirs Anteil an den Ölfeldern von Mossul an die American Oil Company und sandte dem Prinzen dafür zehn Jahre lang einen kleinen Geldbetrag.
Die Familie hatte den Schmuck und das kleine Barvermögen des Prinzen längst aufgebracht. Abdülkadir arbeitete als Violinist in einem Orchester und verdiente so etwas Geld hinzu. Trotzdem war das Leben in Budapest zu teuer und die Hoffnung auf eine Rückgabe des Vermögens in weite Ferne gerückt. So entschloss sich die Familie 1933 zum Umzug in das bulgarische Sofia. Dort erlitt der Prinz am 16. März 1944 bei einem amerikanischen Luftangriff in einem Luftschutzbunker einen Herzinfarkt. Er wurde in der Stadt beigesetzt.

## Auszeichnungen und Ehrungen
- Chanedan-i-Al-Osman[37]
- Nişan-i İftihar[37]
- İmtiyaz Nişanı[37]
- Osmanje-Orden[37]
- Mecidiye-Orden[37]
- Imtiyaz-Medialle in Silber und Gold[37]
- Liakat-Medaille in Gold[37]
- Hicaz-Demiryolu-Medaille in Gold[37]
- Iftikhar-Sanayi-Medaille in Gold[37]
- Griechische Kriegsmedaille in Gold[37]